# الدوري القطري للمحترفين 2008–09
دوري نجوم قطر 2008–09 هو النسخة السادسة والثلاثين من أعلى مستوى لبطولة كرة قدم في قطر وبدأت في 13 سبتمبر 2008.
تم لعب الموسم على 3 مراحل:
شهد الجدول الزمني لموسم 2008-09 الذي أصدره اتحاد قطر لكرة القدم المرحلة الأولى من 13 سبتمبر حتى 23 نوفمبر ثم المرحلة الثانية من 27 نوفمبر حتى 7 فبراير 2009 ثم المرحلة النهائية من 12 فبراير إلى 17 أبريل.
تنافست عشرة فرق على لقب بطل الدوري حيث لعب كل فريق 27 مباراة. كان من المفترض هبوط صاحب المركز الأخير في الترتيب ولكن الاتحاد القطري لكرة القدم أعلن عن زيادة عدد الفرق في البطولة للموسم التالي.
أقيمت المسابقة على سبعة ملاعب وهي السد والريان والغرافة والوكرة والخور وقطر والعربي.
فاز الغرافة باللقب وحل السد في المركز الثاني بينما هبط الشمال وصعد مكانه في القسم الأعلى الخريطيات.

## توسعة الدوري
تتم توسعة بطولة دوري نجوم قطر ببطء منذ بداية العقد الحالي وازدادت الأندية من 9 أندية إلى 10 أندية ثم إلى 12 نادي في موسم 2009-10.
توجد درجتان في نظام كرة القدم القطرية وكان يهبط ويصعد فريق واحد كل عام باستثناء سنوات «التوسع».
تم الإعلان يوم 15 أبريل 2009 عن عدم هبوط أي نادي في موسم 2008-09 بسبب أسباب التوسع. تم الإعلان قبل نهاية البطولة بجولة واحدة.

## الأندية الأعضاء
| النادي    | المدينة   | الملعب                  | موسم 2007-08          | الملاحظات                          |
| --------- | --------- | ----------------------- | --------------------- | ---------------------------------- |
| الغرافة   | الدوحة    | ملعب ثاني بن جاسم       | الأول                 | تأهل إلى دوري أبطال آسيا 2009      |
| السد      | الدوحة    | ملعب جاسم بن حمد        | الثاني                |                                    |
| أم صلال   | أم صلال   | ملعب ثاني بن جاسم       | الثالث                | تأهل إلى دوري أبطال آسيا 2009      |
| قطر       | الدوحة    | ملعب سحيم بن حمد        | الرابع                |                                    |
| الريان    | الريان    | ملعب أحمد بن علي        | الخامس                |                                    |
| العربي    | الدوحة    | ملعب حمد الكبير         | السادس                |                                    |
| الخور     | الخور     | ملعب نادي الخور         | السابع                | كأس الخليج لكرة القدم للأندية 2008 |
| السيلية   | السيلية   | ملعب سحيم بن حمد        | الثامن                |                                    |
| الوكرة    | الوكرة    | ملعب سعود بن عبد الرحمن | التاسع                |                                    |
| الخريطيات | الخريطيات | ملعب أحمد بن علي        | صعد من الدرجة الثانية |                                    |

## تغييرات المدربين
| النادي    | المدرب الراحل       | سبب الرحيل                | المدرب القادم       | تاريخ الاستبدال |
| --------- | ------------------- | ------------------------- | ------------------- | --------------- |
| العربي    | أبل براغا           | استبدال مع مدرب أكثر خبرة | زي ماريو            | يوليو 2008      |
| الوكرة    | عدنان درجال         | -                         | مصطفى مديح          | يوليو 2008      |
| الخريطيات | نيبويسا موسكوفيتش   | استبدال مع مدرب أكثر خبرة | نيبويسا فاكوفيتش    | يوليو 2008      |
| الخور     | جان بول رابييه      | انتهاء العقد              | برتراند مارشان      | يونيو 2008      |
| أم صلال   | لوران بانيد         | أقيل بعد سبع مباريات      | جيرارد جيلي         | نوفمبر 2008     |
| السيلية   | جوزيه باولو         | أقيل بعد ثماني مباريات    | نيبويسا فوكوفيتش    | نوفمبر 2008     |
| الخريطيات | نيبويسا فوكوفيتش    | أقيل بعد ثماني مباريات    | برنارد سيموندي      | نوفمبر 2008     |
| السد      | إيمرسون لياو        | أقيل بعد تسع مباريات      | جمال الدين موشوفيتش | نوفمبر 2008     |
| العربي    | زي ماريو            | إقالة                     | أولي شتيليكه        | ديسمبر 2008     |
| السيلية   | نيبويسا فوكوفيتش    | إقالة                     | جمال حاجي           | فبراير 2009     |
| السيلية   | جمال الدين موشوفيتش | عقد قصير.                 | كوزمين أولاريو      | أبريل 2009      |

## جدول الترتيب النهائي
|    | الفريق    | لعب | فاز | تعادل | خسر | له | عليه | الفارق | النقاط |
| -- | --------- | --- | --- | ----- | --- | -- | ---- | ------ | ------ |
| 1  | الغرافة   | 27  | 17  | 5     | 5   | 56 | 33   | +23    | 56     |
| 2  | السد      | 27  | 15  | 9     | 3   | 60 | 25   | +35    | 52     |
| 3  | الريان    | 27  | 15  | 7     | 5   | 62 | 35   | +27    | 52     |
| 4  | قطر       | 27  | 11  | 10    | 6   | 42 | 36   | +6     | 43     |
| 5  | الخور     | 27  | 9   | 13    | 5   | 38 | 28   | +10    | 40     |
| 6  | أم صلال   | 27  | 9   | 8     | 10  | 46 | 45   | +1     | 35     |
| 7  | العربي    | 27  | 8   | 5     | 14  | 37 | 51   | -14    | 29     |
| 8  | الوكرة    | 27  | 8   | 3     | 16  | 32 | 56   | -24    | 27     |
| 9  | السيلية   | 27  | 5   | 5     | 17  | 31 | 58   | -24    | 20     |
| 10 | الخريطيات | 27  | 3   | 6     | 18  | 19 | 59   | -40    | 15     |

| بطل دوري نجوم قطر موسم 2008-09          |
| --------------------------------------- |
| الغرافة اللقب السادس الثاني على التوالي |

## لائحة الهدافين
25 هدف
- ماغنو ألفيس (أم صلال)

21 هدف
- ليوناردو بيسكوليتشي (العربي)

20 هدف
- كليمرسون (الغرافة)

19 هدف
- سباستيان سوريا (قطر)
- أمارا دياني (الريان)

15 هدف
- خلفان إبراهيم (السد)

13 هدف
- أغيمانغ أوبوكو (السد)

11 هدف
- باسكال فيندونو (السد)
- عماد الحوسني (الريان)
- سيد محمد عدنان (الخور)
- جان إيمانويل إيفا أونا (السيلية)

10 هدف
- فرنانداو (الغرافة)
- موموني داغانو (الخور)
- أنور ديبا (الوكرة)